# Pterosicyos
Pterosicyos é um género botânico pertencente à família Cucurbitaceae.

## Espécies
- Pterosicyos laciniatus

1. ↑  «Pterosicyos — World Flora Online». www.worldfloraonline.org. Consultado em 19 de agosto de 2020